# Figueira da Foz
A Figueira da Foz é uma cidade portuguesa   do Distrito de Coimbra, inserida na sub-região Região de Coimbra (NUT III), pertencendo à região Centro (NUT II).
É sede do Município da Figueira da Foz que tem uma área total de 379,05 km2, 58.982 habitantes em 2021 e uma densidade populacional de 156 habitantes por km2, subdividido em 18 freguesias. O município é limitado a norte pelo município de Cantanhede, a leste por Montemor-o-Velho e Soure, a sul por Pombal e a oeste pelo Oceano Atlântico.
Foi conhecida como "Rainha das Praias de Portugal". Recentemente, o Cabo Mondego, no promontório conhecido como Serra da Boa Viagem, nos arredores da Figueira da Foz, foi declarado Monumento Natural Nacional.
O atual presidente da câmara, que substituiu Carlos Monteiro (eleito em 2021), é Pedro Santana Lopes (Ind.).

## Enquadramento geral

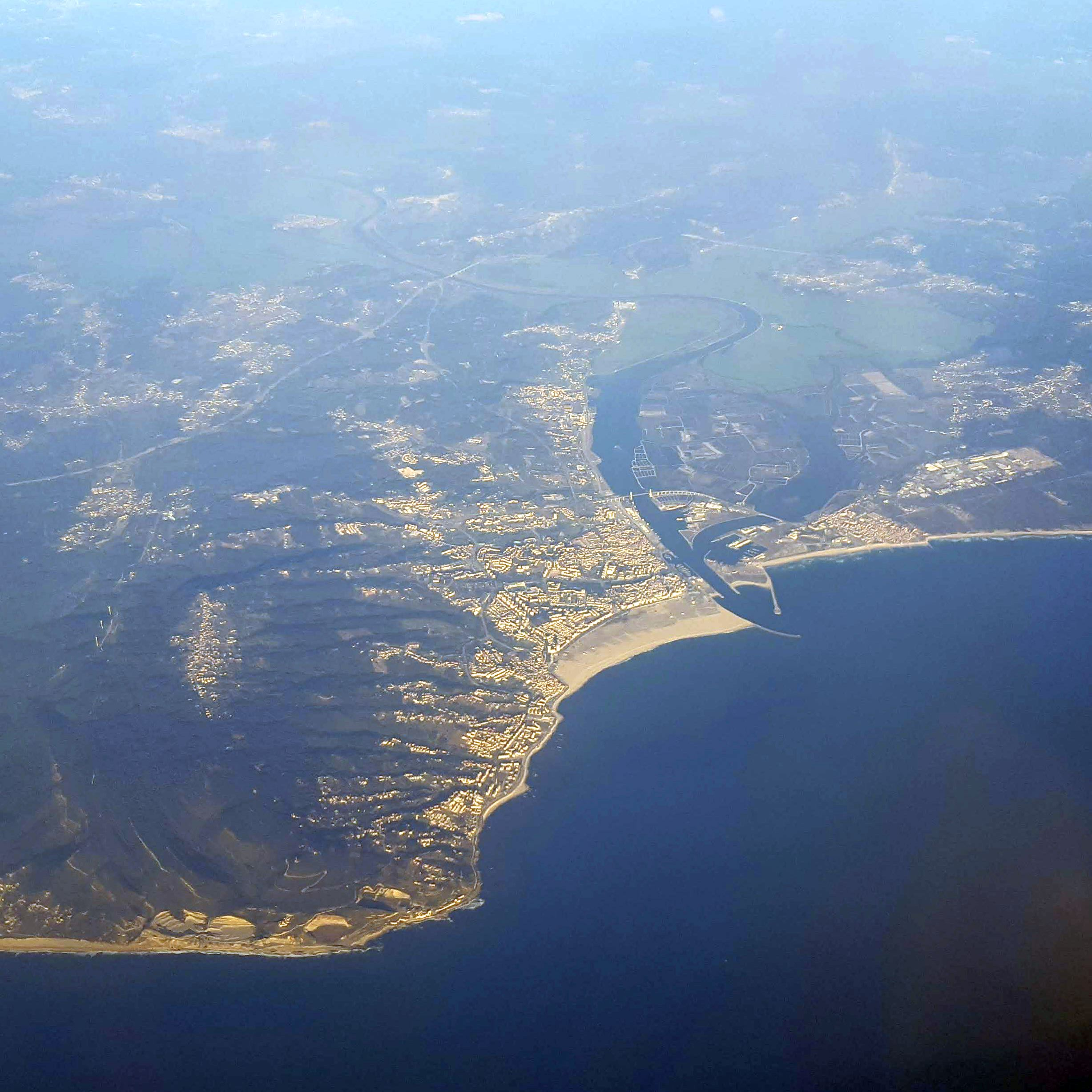
Vista aérea da Figueira da Foz, em 2022.

A Figueira da Foz fica, portanto, situada no litoral atlântico, junto à foz do rio Mondego e estendendo-se até ao Cabo Mondego, candidato a Património Mundial por ser um lugar exemplar do jurássico de rara visibilidade. É um dos centros turísticos mais importantes de Portugal, com o Casino mais antigo de toda a Península Ibérica e único na região Centro, o Casino Figueira, uma praça de touros, um enorme areal (a praia urbana mais larga da Europa) com equipamentos lúdicos e desportivos  e uma animada vida noturna. A cerca de dez quilómetros da cidade, já no limite do município e próximo de Montemor-o-Velho localiza-se o Sítio Classificado dos Montes de Santa Olaia e Ferrestelo com a estação de escavação mais importante do trabalho do arqueólogo figueirense António dos Santos Rocha. Encontrou monumentos e objetos da Idade do Ferro. No monte encontra-se ainda a capela de Santa Eulália com vista deslumbrante sobre os arrozais do Mondego aos seus pés.
A maior parte dos veraneantes vêm de Coimbra, Beiras e de Espanha (Estremadura, Leão e Castela e da Comunidade de Madrid), sendo que alguns destes têm a Figueira da Foz como a sua segunda residência.
Nos últimos 20 anos houve um aumento de alojamentos familiares clássicos, tendo o censos de 2011 registado 43 999, em 25 204 edifícios de habitação familiar clássica. Cerca de 28,1% dos edifícios apresentam necessidades de reparação.
A população activa reparte-se entre as várias actividades económicas da região, com destaque para a pesca, indústria vidreira, actividades ligadas ao turismo, construção naval, produção de celulose, indústria de sal, indústria química e a agricultura (produção de arroz em destaque).
O território concelhio é atravessado a meio pelo Rio Mondego e da sua rede hidrográfica fazem parte várias ribeiras e cinco lagoas (Salgueira, Vela, Braças, Corvos e Leirosa). A regularização das margens do rio provocou sérias transformações na prática agrícola.

## Freguesias

Freguesias do município da Figueira da Foz

O município da Figueira da Foz está dividido em 14 freguesias (assinalam-se com asterisco as que integram a malha urbana da cidade):
- Alhadas
- Alqueidão
- Bom Sucesso
- Buarcos e São Julião (*)
- Ferreira-a-Nova
- Lavos
- Maiorca
- Marinha das Ondas
- Moinhos da Gândara
- Paião
- Quiaios
- São Pedro
- Tavarede (*)
- Vila Verde

## História
Lugar de ocupação humana muito antiga, fez parte do reino suevo, e mais tarde viria a ser conquistada aos mouros aquando a conquista de Coimbra por Fernando Magno em 1064, integrando o Reino de Leão e consequentemente o Condado Portucalense. 
Durante o século XVI, a constante pressão da pirataria sobre a região levaria a construção do Forte de Santa Catarina, forte esse que viria a ser ocupado por forças napoleónicas durante a Primeira invasão francesa, entre 1807 e 1808.
A Figueira da Foz conheceu um grande crescimento no devido ao movimento do porto e ao desenvolvimento da indústria de construção naval, iniciando-se a partir do século XVIII, com o seu maior período de progresso no final do Século XIX.
Foi elevada à categoria de vila em 1771 pelo Rei D. José. Continuou a crescer ao longo do século XIX devido à abertura de novas vias de comunicação e à afluência de veraneantes. Em 20 de Setembro de 1882, foi elevada à categoria de cidade.
Nos finais do século XIX e início do século XX construiu-se o chamado Bairro Novo, de malha regular, onde se instalaram os hotéis, o casino, restaurantes, bares nocturnos e alguma actividade comercial. Outro local onde a actividade comercial é evidente é na Rua da República, que liga a zona de entrada da cidade (via Estação dos caminhos-de-ferro) à zona mais central da cidade. Nos últimos tempos foram construídos supermercados e hipermercados na zona mais periférica da cidade. Devido às condições naturais e ao equipamento turístico, a Figueira da Foz impôs-se como estância balnear não apenas para a zona centro de Portugal, mas também para famílias abastadas alentejanas e espanholas. A Figueira da Foz é conhecida como a "Rainha das Praias de Portugal".
Foi a sul desta localidade que, no início do século XIX, desembarcaram as tropas inglesas comandadas por aquele que mais tarde seria Duque de Wellington que vieram ajudar Portugal na luta contra as Invasões Francesas. A  8 de maio de 1834 dá-se o desembarque em Buarcos das tropas constitucionais, no âmbito das Guerras Liberais. No final deste mesmo século, a Figueira da Foz era um dos principais portos portugueses envolvidos na pesca do bacalhau na Terra Nova.
O Casino da Figueira da Foz foi inaugurado em 1884, sendo assim o casino mais antigo da Península Ibérica.
A Câmara Municipal da Figueira da Foz foi feita Comendadora da Ordem de Benemerência a 30 de Janeiro de 1928 e Grande-Oficial da Ordem da Instrução Pública a 31 de Dezembro de 1932.
Em 1982, ano em que se comemorou o Primeiro Centenário da Elevação a Cidade da Figueira da Foz, foi inaugurada a Ponte Edgar Cardoso, que veio substituir a ponte antiga (que não permitia que embarcações passassem sob si). Foi, recentemente, alvo de profundas obras de remodelação. A 6 de Julho desse ano a Cidade da Figueira da Foz foi feita Membro-Honorário da Ordem do Infante D. Henrique e a 31 de Janeiro de 1986 a Câmara Municipal da Figueira da Foz foi feita 80.ª Sócia Honorária do Ginásio Clube Figueirense.
A Torre do Relógio (situada em frente à Esplanada Silva Guimarães é, igualmente, uma das referências da cidade, bem como o Forte de Santa Catarina. Situa-se também nesta cidade o Palácio Sotto-Mayor, que marca história numa zona mais central da Figueira da Foz. O Parque das Abadias é um dos "pulmões" da cidade e um local de lazer, onde se realizam algumas provas de corta-mato e várias iniciativas com vista a proporcionar momentos agradáveis aos cidadãos do município. Este Parque atravessa a cidade ao meio, indo desde a zona norte da cidade até ao Jardim Municipal, que sofreu, recentemente, intervenções de remodelação.
O Festival Internacional de Cinema da Figueira da Foz teve a sua primeira edição em 1972, tendo sido realizado pela última vez em 2002.

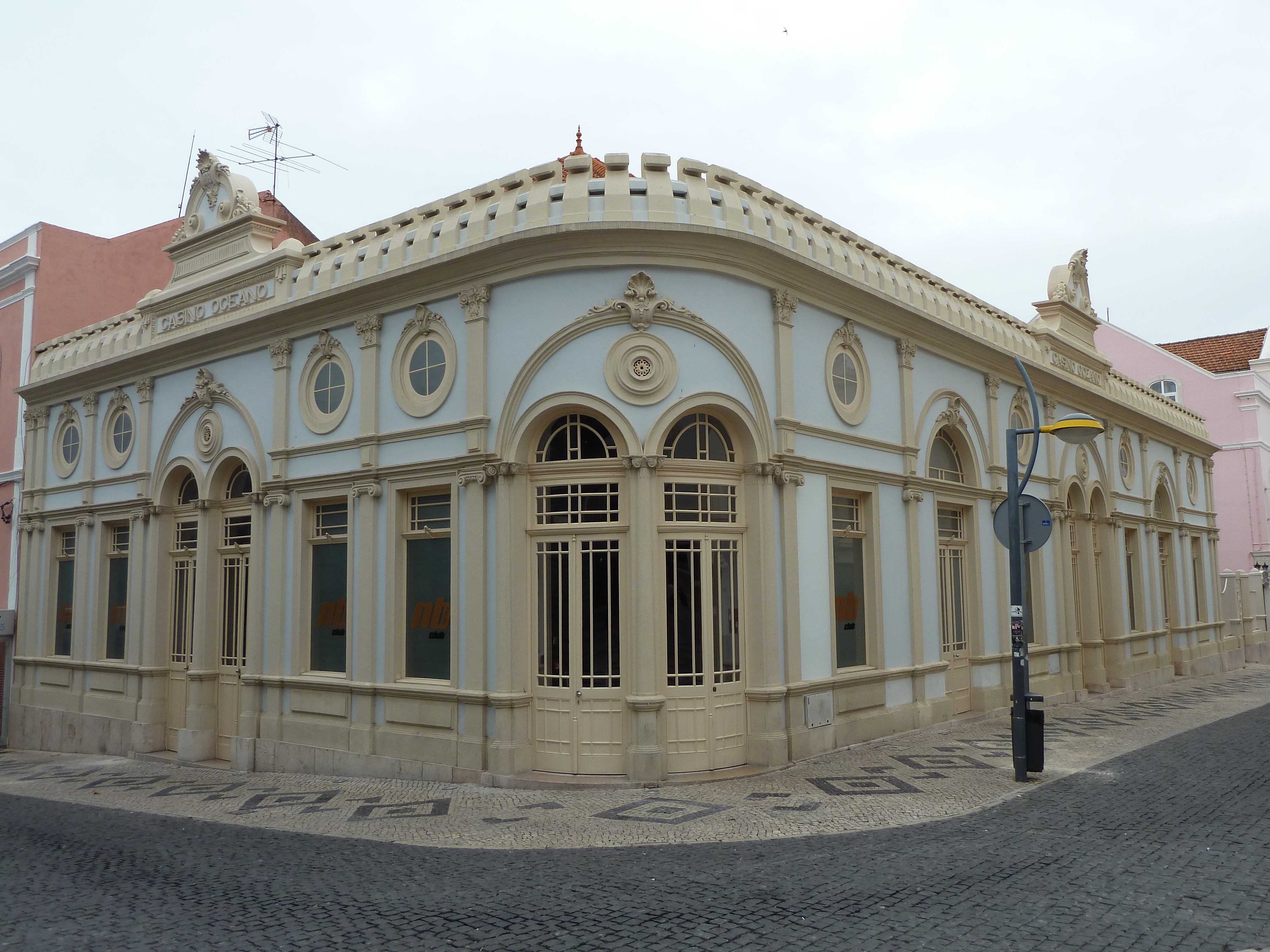
Casino Oceano na Figueira da Foz
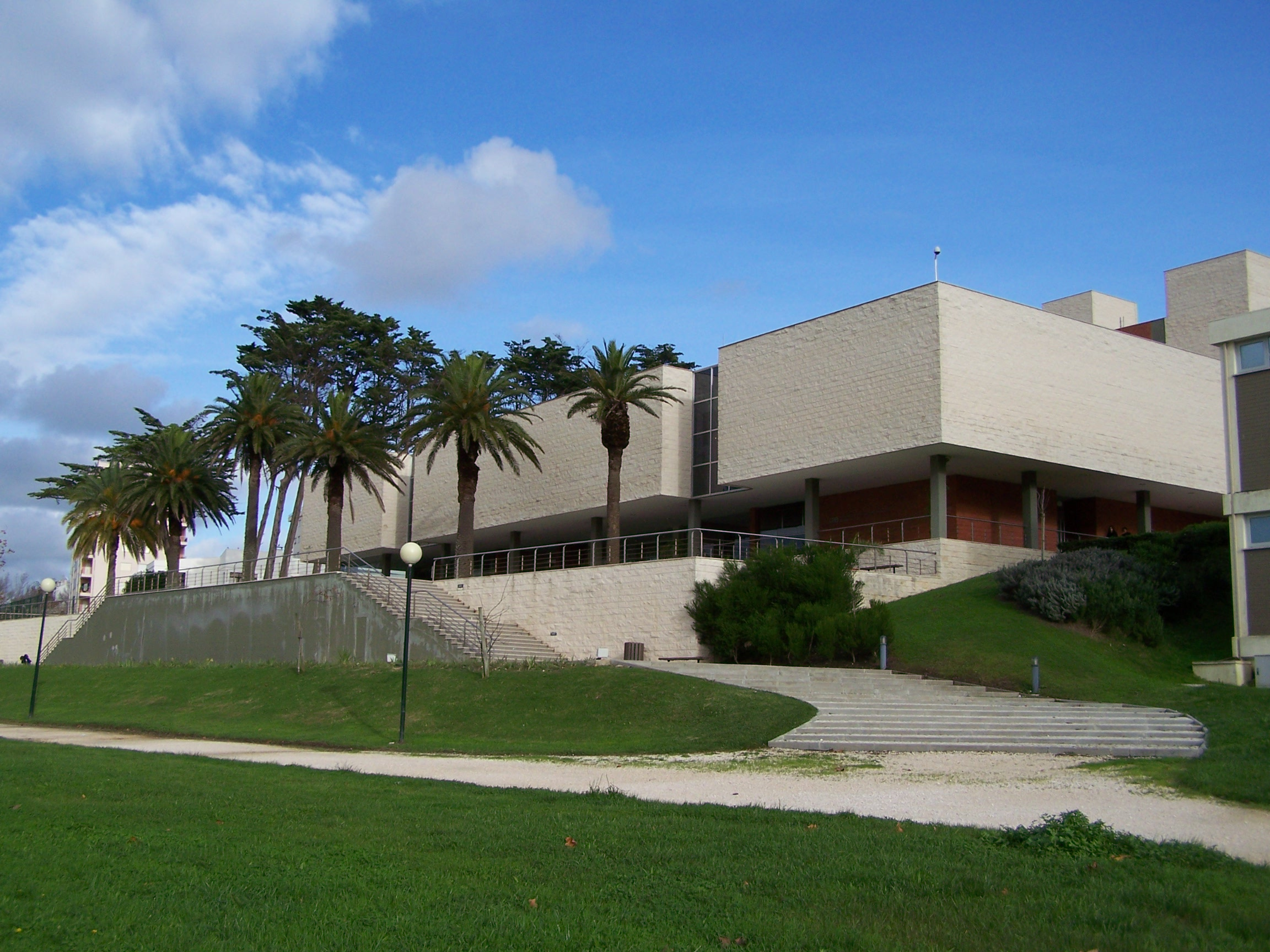
CAE - Centro de Artes e Espectáculos da Figueira da Foz
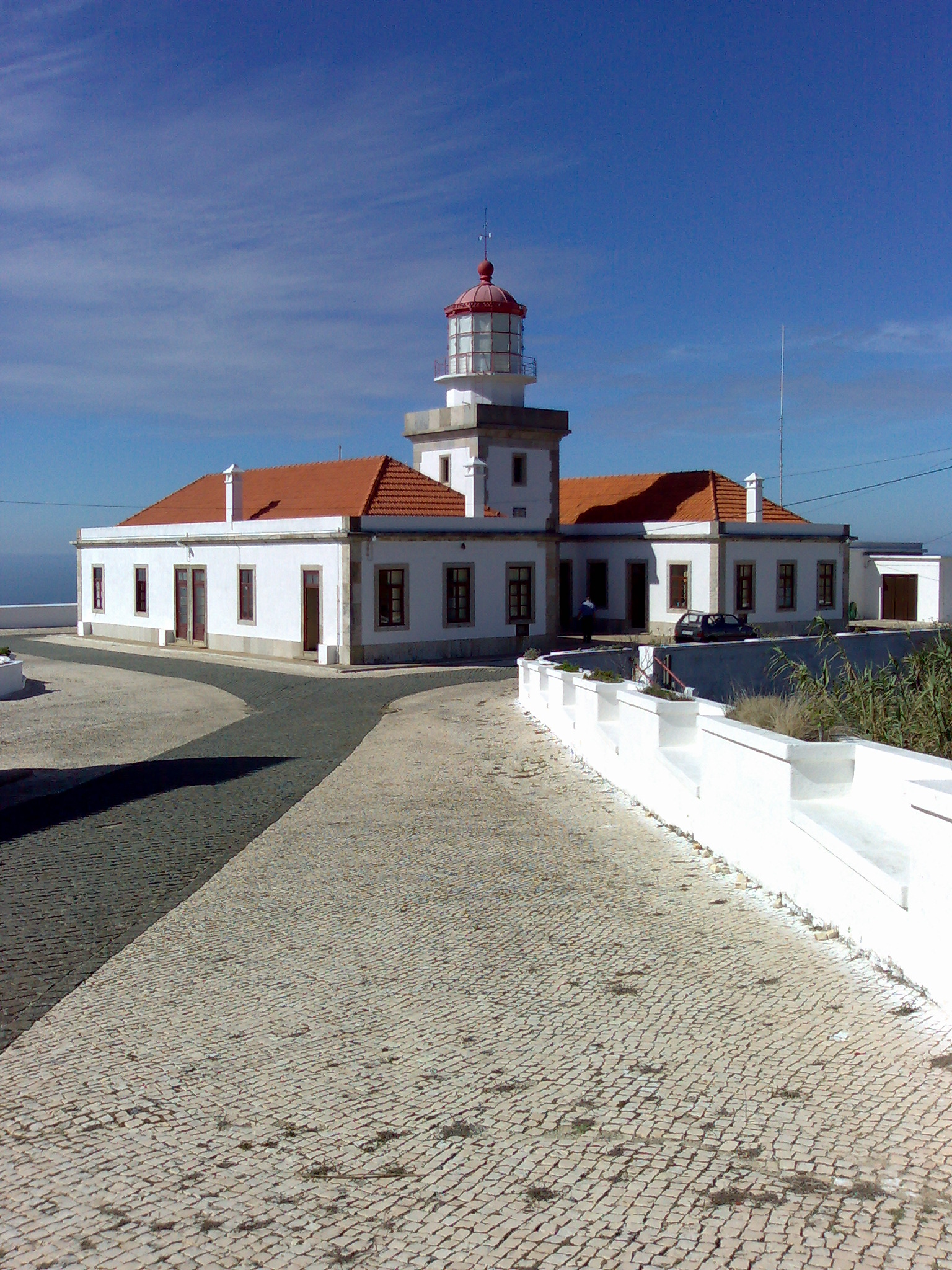
Farol do Cabo Mondego
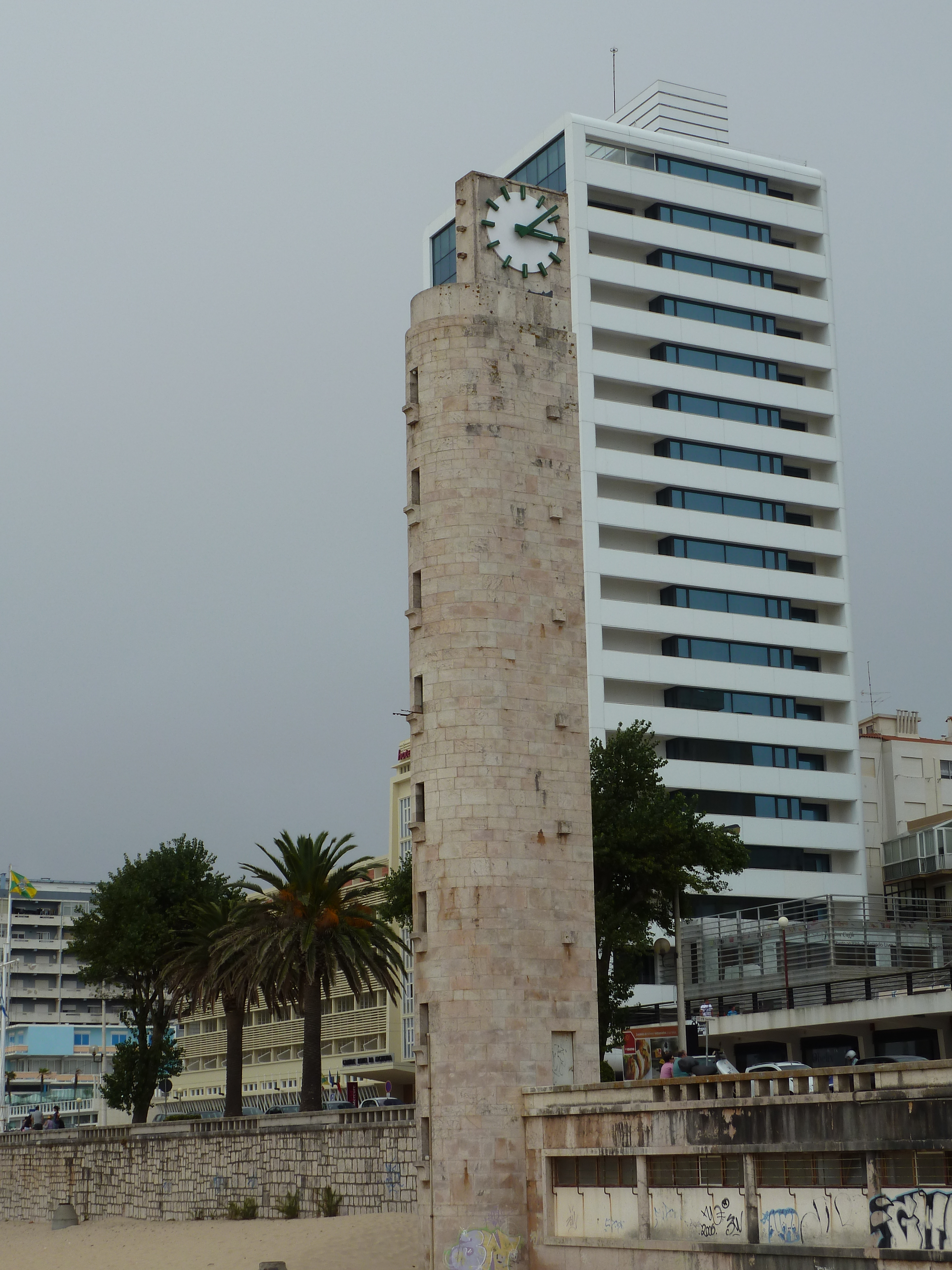
Torre do Relógio e Sweet Atlantic Hotel, um dos edifícios mais altos (cerca de 75m) na Figueira da Foz
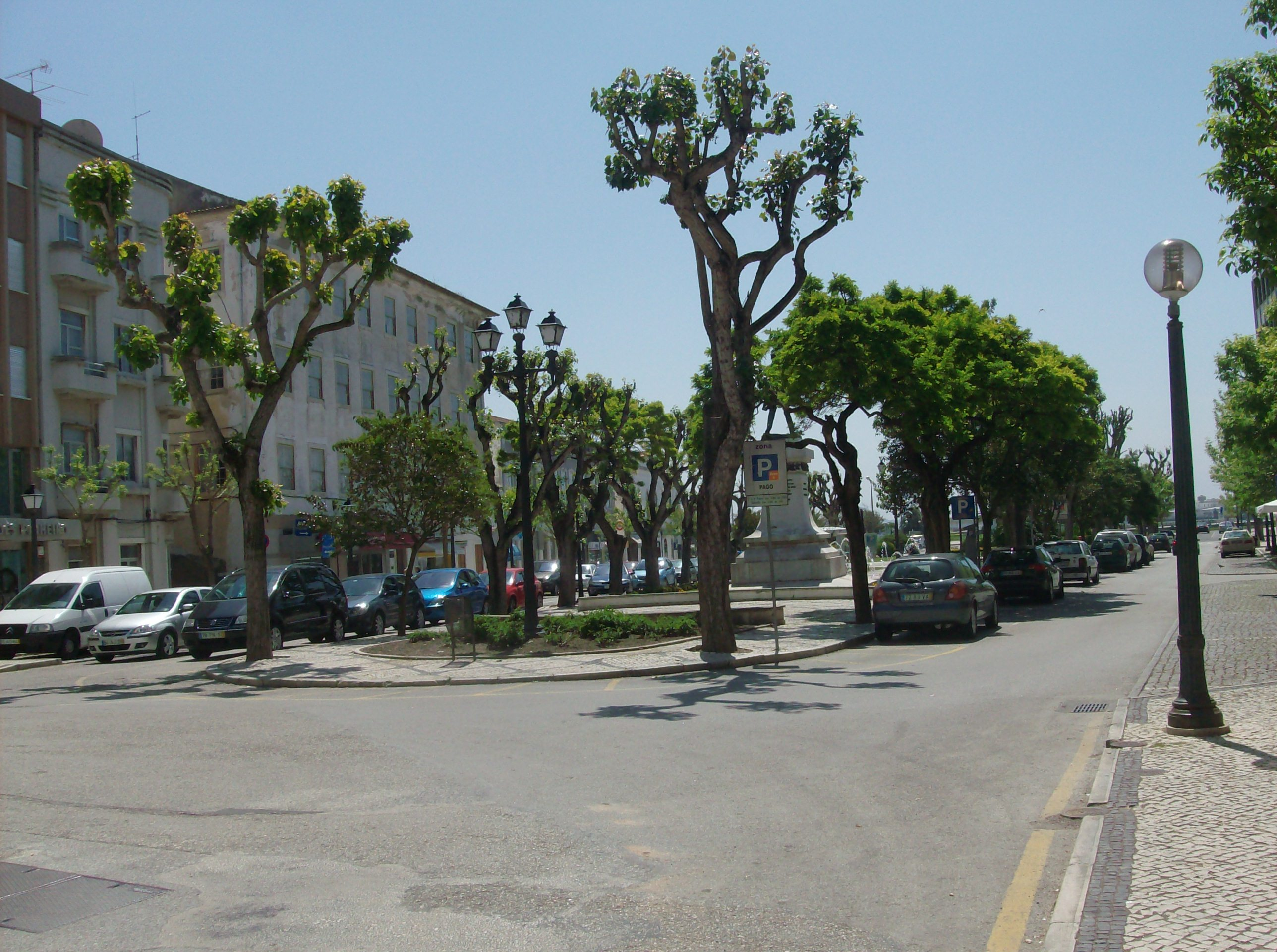
Praça oito de Maio
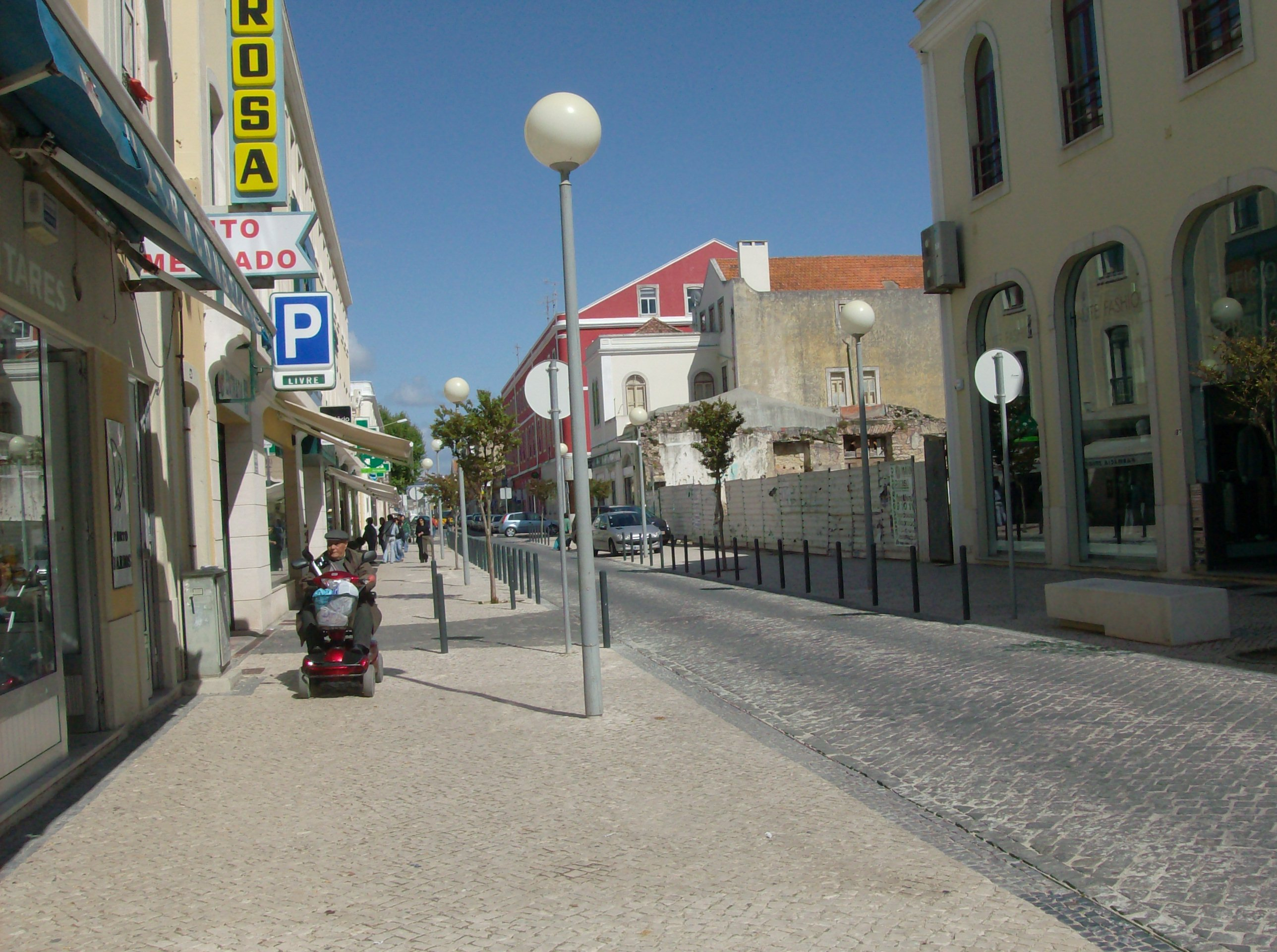
Rua da República

## Evolução da População do Município
| Número de habitantes | Número de habitantes | Número de habitantes | Número de habitantes | Número de habitantes | Número de habitantes | Número de habitantes | Número de habitantes | Número de habitantes | Número de habitantes | Número de habitantes | Número de habitantes | Número de habitantes | Número de habitantes | Número de habitantes | Número de habitantes |
| -------------------- | -------------------- | -------------------- | -------------------- | -------------------- | -------------------- | -------------------- | -------------------- | -------------------- | -------------------- | -------------------- | -------------------- | -------------------- | -------------------- | -------------------- | -------------------- |
| 1864                 | 1878                 | 1890                 | 1900                 | 1911                 | 1920                 | 1930                 | 1940                 | 1950                 | 1960                 | 1970                 | 1981                 | 1991                 | 2001                 | 2011                 | 2021                 |
| 32 953               | 35 071               | 39 857               | 43 032               | 46 044               | 44 775               | 49 590               | 52 792               | 56 862               | 57 631               | 53 099               | 58 559               | 61 555               | 62 601               | 62 125               | 58 951               |

(Obs.: Número de habitantes "residentes", ou seja, que tinham a residência oficial neste município à data em que os censos  se realizaram.)
De acordo com os dados do INE o distrito de Coimbra registou em 2021 um decréscimo populacional na ordem dos 5.0% relativamente aos resultados do censo de 2011. No concelho da Figueira da Foz esse decréscimo rondou os 5.1%. 
| Número de habitantes por Grupo Etário | Número de habitantes por Grupo Etário | Número de habitantes por Grupo Etário | Número de habitantes por Grupo Etário | Número de habitantes por Grupo Etário | Número de habitantes por Grupo Etário | Número de habitantes por Grupo Etário | Número de habitantes por Grupo Etário | Número de habitantes por Grupo Etário | Número de habitantes por Grupo Etário | Número de habitantes por Grupo Etário | Número de habitantes por Grupo Etário | Número de habitantes por Grupo Etário | Número de habitantes por Grupo Etário |
| ------------------------------------- | ------------------------------------- | ------------------------------------- | ------------------------------------- | ------------------------------------- | ------------------------------------- | ------------------------------------- | ------------------------------------- | ------------------------------------- | ------------------------------------- | ------------------------------------- | ------------------------------------- | ------------------------------------- | ------------------------------------- |
|                                       | 1900                                  | 1911                                  | 1920                                  | 1930                                  | 1940                                  | 1950                                  | 1960                                  | 1970                                  | 1981                                  | 1991                                  | 2001                                  | 2011                                  | 2021                                  |
| 0-14 Anos                             | 14 069                                | 14 874                                | 13 439                                | 14 714                                | 14 832                                | 14 568                                | 15 028                                | 13 080                                | 13 507                                | 11 021                                | 8 494                                 | 8 065                                 | 6 590                                 |
| 15-24 Anos                            | 7 807                                 | 8 509                                 | 8 579                                 | 9 384                                 | 9 730                                 | 10 340                                | 8 864                                 | 8 155                                 | 9 160                                 | 9 254                                 | 8 273                                 | 5 856                                 | 5 619                                 |
| 25-64 Anos                            | 18 020                                | 18 888                                | 19 390                                | 22 251                                | 24 466                                | 26 838                                | 28 490                                | 26 495                                | 28 433                                | 31 760                                | 33 619                                | 34 035                                | 30 071                                |
| = ou > 65 Anos                        | 2 592                                 | 2 877                                 | 2 863                                 | 3 471                                 | 3 946                                 | 4 429                                 | 5 249                                 | 5 795                                 | 7 459                                 | 9 520                                 | 12 215                                | 14 169                                | 16 671                                |

(Obs: De 1900 a 1950 os dados referem-se à população "de facto", ou seja, que estava presente no município à data em que os censos se realizaram. Daí que se registem algumas diferenças relativamente à designada população residente)

## Política

### Eleições autárquicas[22]
| Data | %     | V     | %       | V       | %             | V             | %      | V      | %     | V    | %              | V  | %              | V          | %              | V      | %              | V   | %              | V   | %   | V   | %              | V   | %   | V   | %   | V   | Participação |                |
| Data | PS    | PS    | PPD/PSD | PPD/PSD | FEPU/ APU/CDU | FEPU/ APU/CDU | CDS-PP | CDS-PP | GDUP  | GDUP | AD             | AD | PCTP/ MRPP     | PCTP/ MRPP | UDP/BE         | UDP/BE | PPM            | PPM | PRD            | PRD | PSN | PSN | GCE            | GCE | PLD | PLD | MPT | MPT | Participação |                |
| ---- | ----- | ----- | ------- | ------- | ------------- | ------------- | ------ | ------ | ----- | ---- | -------------- | -- | -------------- | ---------- | -------------- | ------ | -------------- | --- | -------------- | --- | --- | --- | -------------- | --- | --- | --- | --- | --- | ------------ | -------------- |
| Data | 1976  | 43,99 | 4       | 19,95   | 1             | 15,11         | 1      | 11,01  | 1     | 2,77 | -              |    |                |            |                |        |                |     |                |     |     |     |                |     |     |     |     |     |              | 54,59 / 100,00 |
| 1979 | 43,04 | 3     | AD      | AD      | 15,27         | 1             | AD     | AD     |       |      | 35,31          | 3  | 1,58           | -          | 1,00           | -      | AD             | AD  | 67,62 / 100,00 |     |     |     |                |     |     |     |     |     |              |                |
| 1982 | 49,92 | 4     | AD      | AD      | 14,24         | 1             | AD     | AD     | 26,20 | 2    | 3,95           | -  |                |            | 63,35 / 100,00 |        | AD             | AD  |                |     |     |     |                |     |     |     |     |     |              |                |
| 1985 | 37,54 | 3     | 27,85   | 2       | 11,55         | 1             | 4,49   | -      |       |      | 0,46           | -  |                |            | 13,74          | 1      | 59,71 / 100,00 |     |                |     |     |     |                |     |     |     |     |     |              |                |
| 1989 | 47,01 | 5     | 35,48   | 4       | 5,82          | -             | 4,73   | -      | 1,86  | -    |                |    | 61,85 / 100,00 |            |                |        |                |     |                |     |     |     |                |     |     |     |     |     |              |                |
| 1993 | 45,45 | 5     | 35,08   | 4       | 6,25          | -             | 2,61   | -      | 1,05  | -    | 5,11           | -  | 62,13 / 100,00 |            |                |        |                |     |                |     |     |     |                |     |     |     |     |     |              |                |
| 1997 | 30,51 | 3     | 59,88   | 6       | 4,29          | -             | 1,41   | -      | 0,54  | -    |                |    | 65,44 / 100,00 |            |                |        |                |     |                |     |     |     |                |     |     |     |     |     |              |                |
| 2001 | 33,62 | 3     | 51,68   | 6       | 7,40          | -             | 3,42   | -      |       |      | 59,24 / 100,00 |    |                |            |                |        |                |     |                |     |     |     |                |     |     |     |     |     |              |                |
| 2005 | 33,14 | 4     | 47,93   | 5       | 8,15          | -             | 1,68   | -      | 3,04  | -    | 57,52 / 100,00 |    |                |            |                |        |                |     |                |     |     |     |                |     |     |     |     |     |              |                |
| 2009 | 37,78 | 4     | 29,42   | 3       | 5,09          | -             | 1,83   | -      | 2,68  | -    | 18,39          | 2  | 0,61           | -          | 57,22 / 100,00 |        |                |     |                |     |     |     |                |     |     |     |     |     |              |                |
| 2013 | 46,35 | 5     | AD      | AD      | 7,80          | -             | AD     | AD     | 31,77 | 4    | 1,10           | -  | 3,15           | -          | AD             | AD     |                |     |                |     | AD  | AD  | 47,71 / 100,00 |     |     |     |     |     |              |                |
| 2017 | 50,06 | 6     | 28,47   | 3       | 6,51          | -             | 1,80   | -      |       |      |                |    | 4,34           | -          | CDS            | CDS    | 2,48           | -   | 49,90 / 100,00 |     |     |     |                |     |     |     |     |     |              |                |
| 2021 | 38,39 | 4     | 10,83   | 1       | 2,68          | -             | 1,16   | -      | 2,05  | -    |                |    | 40,39          | 4          |                |        | 56,48 / 100,00 |     |                |     |     |     |                |     |     |     |     |     |              |                |

### Eleições legislativas
| Data | %     | %     | %     | %     | %     | %     | %        | %     | %    | %     | %    | %   | %       | % | %  | %  |
| Data | PS    | PSD   | PCP   | CDS   | UDP   | AD    | APU/ CDU | FRS   | PRD  | PSN   | BE   | PAN | PSD CDS | L | CH | IL |
| ---- | ----- | ----- | ----- | ----- | ----- | ----- | -------- | ----- | ---- | ----- | ---- | --- | ------- | - | -- | -- |
| 1976 | 50,34 | 17,32 | 11,25 | 8,78  | 0,92  |       |          |       |      |       |      |     |         |   |    |    |
| 1979 | 40,04 | AD    | APU   | AD    | 1,38  | 35,00 | 15,52    |       |      |       |      |     |         |   |    |    |
| 1980 | FRS   | AD    | APU   | AD    | 0,84  | 35,88 | 14,25    | 40,84 |      |       |      |     |         |   |    |    |
| 1983 | 50,96 | 18,50 | APU   | 8,96  | 0,73  |       | 14,77    |       |      |       |      |     |         |   |    |    |
| 1985 | 26,57 | 21,46 | APU   | 6,53  | 0,95  | 12,14 | 26,46    |       |      |       |      |     |         |   |    |    |
| 1987 | 29,12 | 44,81 | CDU   | 4,05  | 0,64  | 8,93  | 6,06     |       |      |       |      |     |         |   |    |    |
| 1991 | 35,16 | 46,96 | CDU   | 3,14  |       | 5,98  | 0,71     | 2,35  |      |       |      |     |         |   |    |    |
| 1995 | 51,14 | 30,19 | CDU   | 7,81  | 0,56  | 6,21  |          | 0,27  |      |       |      |     |         |   |    |    |
| 1999 | 46,61 | 36,07 | CDU   | 5,21  |       | 6,55  |          | 1,71  |      |       |      |     |         |   |    |    |
| 2002 | 41,71 | 38,48 | CDU   | 7,28  | 5,64  | 2,91  |          |       |      |       |      |     |         |   |    |    |
| 2005 | 42,38 | 34,06 | CDU   | 4,26  | 5,91  | 7,75  |          |       |      |       |      |     |         |   |    |    |
| 2009 | 36,85 | 27,56 | CDU   | 9,56  | 6,09  | 12,61 |          |       |      |       |      |     |         |   |    |    |
| 2011 | 27,65 | 37,35 | CDU   | 11,07 | 7,22  | 6,18  | 1,75     |       |      |       |      |     |         |   |    |    |
| 2015 | 34,09 | CDS   | CDU   | PSD   | 8,07  | 11,94 | 1,35     | 33,33 | 0,59 |       |      |     |         |   |    |    |
| 2019 | 38,76 | 22,80 | CDU   | 2,84  | 6,20  | 12,77 | 3,00     |       | 0,99 | 0,98  | 0,75 |     |         |   |    |    |
| 2022 | 45,17 | 26,64 | CDU   | 1,16  | 3,80  | 5,42  | 1,52     | 1,05  | 7,34 | 3,61  |      |     |         |   |    |    |
| 2024 | 31,26 | AD    | CDU   | AD    | 27,67 | 3,24  | 5,37     | 1,85  | 2,91 | 18,69 | 3,88 |     |         |   |    |    |

## Património
- Dólmen das Carniçosas
- Torre de Redondos (restos) ou Castelo de Redondos
- Fortaleza de Buarcos
- Fortim dos Palheiros
- Pelourinho de Buarcos
- Pelourinho de Redondos
- Farol do Cabo Mondego
- Paço de Maiorca ou Paço dos Viscondes de Maiorca
- Capela de Nossa Senhora de Seiça
- Mosteiro de Santa Maria de Seiça
- Pelourinho da Figueira da Foz
- Hotel Mercure
- Forte de Santa Catarina
- Torre do Relógio (Figueira da Foz)
- Palácio Sotto-Mayor (Figueira da foz)
- Câmara municipal da Figueira da foz
- Igreja Matriz de São Julião
- Casino Oceano
- Ponte Romana do Alqueidão
- Núcleo Museológico do Sal e Rota das Salinas (Lavos)
- Casa do Paço
- Teatro Caras Direitas (Buarcos)

## Clima
A Figueira da Foz tem um clima mediterrânico do tipo Csb de acordo com a classificação climática de Köppen-Geiger. No Inverno as temperaturas variam entre os 7 °C e os 14 °C raramente descendo abaixo dos 0 °C, enquanto no Verão as temperaturas oscilam entre os 15 °C e os 25 °C podendo ultrapassar os 35 °C em vagas de calor. A temperatura média anual ronda os 15 °C enquanto a precipitação média anual é de cerca de 600 mm. A temperatura da água do mar varia entre os 14-15 °C em Janeiro e Fevereiro e entre os 18-19 °C em Agosto e Setembro. No Inverno o tempo tende a estar instável enquanto no Verão o tempo seco e soalheiro pode ser interrompido por dias de céu nebulado ou até mesmo de chuva. No Verão, e principalmente durante a tarde, final do dia e princípio da noite, o vento tende a soprar moderado (por vezes forte) de noroeste.
| Dados climatológicos para Figueira da Foz | Dados climatológicos para Figueira da Foz | Dados climatológicos para Figueira da Foz | Dados climatológicos para Figueira da Foz | Dados climatológicos para Figueira da Foz | Dados climatológicos para Figueira da Foz | Dados climatológicos para Figueira da Foz | Dados climatológicos para Figueira da Foz | Dados climatológicos para Figueira da Foz | Dados climatológicos para Figueira da Foz | Dados climatológicos para Figueira da Foz | Dados climatológicos para Figueira da Foz | Dados climatológicos para Figueira da Foz | Dados climatológicos para Figueira da Foz |
| Mês                                       | Jan                                       | Fev                                       | Mar                                       | Abr                                       | Mai                                       | Jun                                       | Jul                                       | Ago                                       | Set                                       | Out                                       | Nov                                       | Dez                                       | Ano                                       |
| ----------------------------------------- | ----------------------------------------- | ----------------------------------------- | ----------------------------------------- | ----------------------------------------- | ----------------------------------------- | ----------------------------------------- | ----------------------------------------- | ----------------------------------------- | ----------------------------------------- | ----------------------------------------- | ----------------------------------------- | ----------------------------------------- | ----------------------------------------- |
| Temperatura máxima recorde (°C)           | 22,0                                      | 24,0                                      | 26,5                                      | 30,0                                      | 32,6                                      | 37,0                                      | 39,5                                      | 36,4                                      | 33,0                                      | 36,0                                      | 29,2                                      | 23,2                                      | 39,5                                      |
| Temperatura máxima média (°C)             | 13,6                                      | 14,0                                      | 16,6                                      | 18,4                                      | 19,0                                      | 21,4                                      | 22,5                                      | 22,9                                      | 22,4                                      | 20,1                                      | 17,4                                      | 14,4                                      | 18,5                                      |
| Temperatura mínima média (°C)             | 6,6                                       | 7,0                                       | 9,6                                       | 11,0                                      | 12,7                                      | 14,7                                      | 15,4                                      | 15,4                                      | 15,0                                      | 12,8                                      | 10,2                                      | 7,8                                       | 11,5                                      |
| Temperatura mínima recorde (°C)           | −0,1                                      | −3,0                                      | 0,4                                       | 0,8                                       | 7,0                                       | 10,2                                      | 7,0                                       | 5,0                                       | 4,0                                       | 2,0                                       | 2,0                                       | 0,0                                       | −3,0                                      |
| Precipitação (mm)                         | 93,3                                      | 61,3                                      | 84,3                                      | 47,1                                      | 44,4                                      | 16,9                                      | 5,4                                       | 9,0                                       | 29,4                                      | 66,7                                      | 81,1                                      | 88,5                                      | 627,1                                     |
| Fonte: INMG, Climatologia de 1931-1960    |                                           |                                           |                                           |                                           |                                           |                                           |                                           |                                           |                                           |                                           |                                           |                                           |                                           |

## Cultura
- Centro de Artes e Espetáculos
- Museu Municipal Santos Rocha
- Biblioteca Pública Municipal Pedro Fernandes Tomás

## Transporte

### Rodoviário
O acesso à Figueira da Foz é feito pelas autoestradas A14, ligando-a a Coimbra e à A1, e A17, ligando-se a Aveiro e à A25 (chegando a Espanha) ao norte e a Leiria e à A8 ao sul. Em alternativa às autoestradas com portagem, é servida pelas estradas N109, ligando Leiria a Gaia (perto do Porto), e N111, ligando a Figueira da Foz a Coimbra e ao IC2, a alternativa gratuita da A1. Existem autocarros expressos para Lisboa, Porto, Leiria, Aveiro e Viseu. Existem também serviços de autocarros regionais para Coimbra e outras localidades próximas.

### Ferroviário
A cidade é servida pelo seu próprio terminal ferroviário, com comboios suburbanos a ligar a Figueira da Foz a Coimbra e alguns comboios regionais que circulam ao longo da Linha do Oeste, embora não haja serviço ferroviário direto para Lisboa ou Porto. A estação ferroviária mais próxima a ser servida por serviços InterCidades é Alfarelos, na Linha do Norte, 18 km a leste. Coimbra-B, 36 km a leste, é a estação mais próxima servida por comboios Alfa Pendular. Ambas as estações têm ligações regulares para Lisboa, Porto e outras das maiores cidades de Portugal. Pombal, ligeiramente mais próxima a 32 km a sudeste, também serve os comboios Alfa Pendular, mas não existe ligação ferroviária directa entre as duas cidades.

### Aquático
Figueira da Foz tem o seu próprio porto, construído ao longo do rio Mondego, com uma marina, um terminal de contentores e estaleiros navais. Além disso, existem instalações para desportos aquáticos, em particular o remo.

### Aéreo
A cidade não dispõe de aeroporto próprio. O aeroporto internacional mais próximo da Figueira da Foz é o Aeroporto do Porto (OPO), localizado 120 km a norte e oferecendo vários destinos internacionais principalmente na Europa, embora o Aeroporto de Lisboa (LIS), localizado 155 km a sul, oferece mais destinos intercontinentais, em particular para a América do Norte, América do Sul e África. O aeródromo mais próximo com voos privados é o Aeródromo Bissaya Barreto (CBP) em Coimbra, 32 km a leste, onde está sediado o Aeroclube da Figueira da Foz. A pista mais próxima capaz de receber aeronaves de fuselagem larga fica na Base Aérea de Monte Real em Leiria, a cerca de 40 km a sul, mas é onde estão estacionados os aviões de caça da Força Aérea Portuguesa, o que torna difícil a sua conversão para albergar a aviação comercial devido à sua posição estratégica no sistema de defesa nacional.
Um aeroporto internacional na Figueira da Foz, o Aeroporto Internacional da Costa de Prata, foi planeado no início da década de 1990, que estaria localizado em Lavos, 7 km a sul do centro da cidade—nunca chegou a ser construído.

## Geminações
A cidade da Figueira da Foz é geminada com as seguintes cidades:
- Eupatória, Crimeia, Ucrânia
- Gradignan, Gironda, França
- Angoche, Nampula, Moçambique
- Cidade Rodrigo, Castela e Leão, Espanha
- Mortágua, Viseu, Portugal
- Praia, Ilha de Santiago, Cabo Verde